# Mamede Batista de Miranda
Mamede Batista de Miranda foi um político brasileiro do estado de Minas Gerais. Atuou como deputado estadual de Minas Gerais na 5ª legislatura (1963 - 1967) como suplente.